# Um defeito de cor
Um defeito de cor (Un defecto de color) es una novela metaficcional de la escritora brasileña Ana Maria Gonçalves publicada por primera vez 2006. En 2024, el libro ganó un nuevo protagonismo en los medios por ser la inspiración de la trama de samba de Portela, durante el carnaval de Río de Janeiro. 

## Trama
El libro cuenta la historia de la vida de Kehinde, una anciana que fue esclavizada en Daomé (actual Benin) y llevada a Brasil en el siglo XIX. La narración comienza con el regreso de la protagonista a África, después de haber sido esclavizada y haber vivido experiencias traumáticas en Brasil. Su principal objetivo es buscar a su hijo que lleva décadas perdido. A lo largo del viaje recuerda su vida, marcada por el sufrimiento, la violencia, las violaciones y las muertes.

## Recepción crítica
La novela ha sido analizada tanto como por su papel valioso ejemplo de recuperación de la memoria colectiva afrobrasileña, como por su retrato de la maternidad negra. Además, se ha destacado el foco narrativo inédito, pues no sólo recupera la memoria de una persona esclavizada, sino de una liberta.